# Giorgio Vasari
Giorgio Vasari (Arezzo, 30. srpnja 1511. – Firenca, 27. lipnja 1574.), talijanski slikar i arhitekt, koji je danas poznat po svom životopisu talijanskih umjetnika. 
Njegov rođak Luca Signorelli ga je preporučio Guglielmu Marsigliji. Poslan je u Firencu u dobi od šesnaest godina. 1529. je posjetio Rim i studirao o djelima Rafaela i ostalim djelima visoke renesanse. Bio stalno zaposlen kod pokrovitelja iz obitelji Medici u Firenci i Rimu, a radio je u Napulju, Arezzu i drugim mjestima. Mnoge od njegovih slika i dalje postoje, a najvažnija je na zidu i stropu u velikoj Palači Vecchio u Firenci, gdje su on i njegovi pomoćnici bili radili. Njegova poznata slika je i Kastriranje Urana. Kao arhitekt, Vasari je bio možda i više nego uspješan kao slikar. U Rimu, Vasari je radio s Giacomom Barozzijem da Vignolom i Bartolomeaom Ammanatijem.

## Najvažnija djela
- Kolonada i loža galerije Uffizi
- Pogled na ložu s rijeke Arno
- Vassarijev koridor na mostu Ponte Vecchio
- Unutrašnjost kupole firentinske katedrale